# Michael Marmot

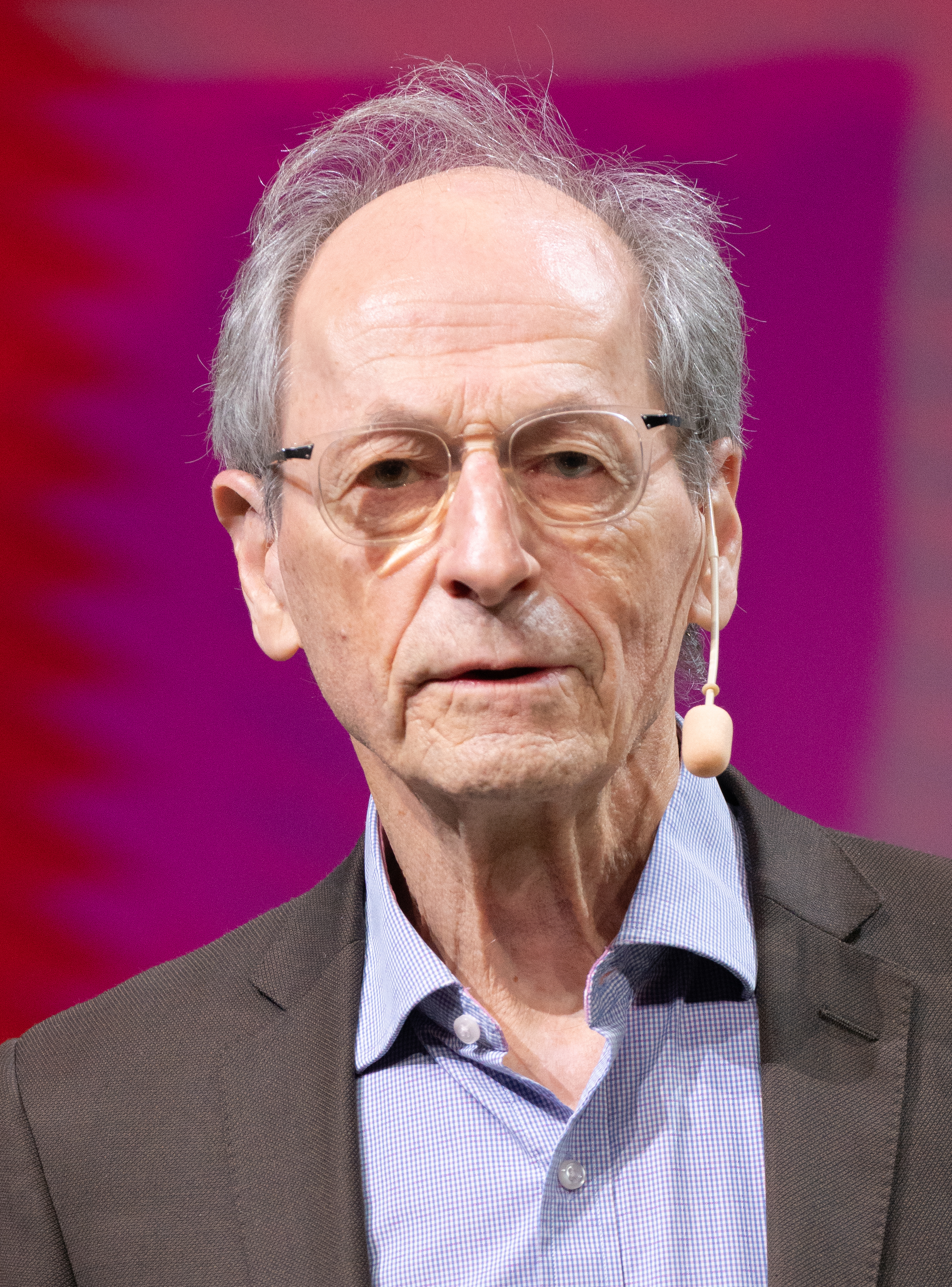
Michael Marmot, 2024

Sir Michael Gideon Marmot, CH (* 26. Januar 1945) ist ein britischer Professor für Epidemiologie und Public Health am University College London. Er ist zudem Leiter der UCL International Institute for Society and Health, Vorsitzender der von der WHO 2005 eingerichteten Commission on Social Determinants of Health, der Department of Health Scientific Reference Group, sowie des WCRF/AICR Food, Nutrition and the Prevention of Cancer report.

## Leben
Michael Marmot hat einen MB BS der University of Sydney sowie einen MPH und einen PhD der University of California, Berkeley.
Marmot leitete eine Forschungsgruppe zu der sozial bedingten Ungleichheit von Gesundheitschancen über die letzten 30 Jahre. Er ist der Projektleiter der Whitehall Study, in der er die Gründe für den negativen Zusammenhang zwischen sozialem Status und Morbidität/Mortalität - das sogenannte Statussyndrom - analysiert. Er leitet zudem die English Longitudinal Study of Ageing (ELSA) und mehrere internationale Forschungsinitiativen zu den sozialen Determinanten von Gesundheit. Marmot war sechs Jahre Mitglied der Royal Commission on Environmental Pollution und ist Vizepräsident der Academia Europaea.

## Arbeit
Marmots langjähriges Forschungsinteresse ist die Kausalität zwischen sozialer Umwelt und Gesundheit. Er studierte biologische und psychosoziale Einflüsse auf insbesondere Herz-Kreislauf-Erkrankungen. So zeigte er eine Veränderung der Krankheitsraten anhand japanischer Immigranten in den USA und anderen Immigranten im Vereinigten Königreich auf. Augenmerk richtete er auf die Erklärung der hohen Raten von Herz-Kreislauferkrankungen unter indischen Immigranten, die sich auf das Metabolische Syndrom zurückführen ließen. Ähnliche biologische Mechanismen spielten bei der Erklärung für den Sozialen Gradienten bei selbigen Erkrankungen im Vereinigten Königreich. In der Studie zu Angestellten im Öffentlichen Dienst zeigte sich, dass das Krankheitsrisiko negativ mit dem sozialen Status korreliert. Verantwortlich sei das Ausmaß der Kontrolle über die eigene Arbeit, die mit psychosozialem Stress verbunden ist. Diese Zusammenhänge könnten auch den Anstieg von Herz-Kreislauf-Krankheiten und den Rückgang der Lebenserwartung in Russland und den Staaten des ehemaligen Ostblocks nach dem Zusammenbruch der Sowjetunion erklären. Marmot verarbeitete diese Erkenntnisse in dem 2004 veröffentlichten Buch Status Syndrome.

## Ehrungen und Auszeichnungen

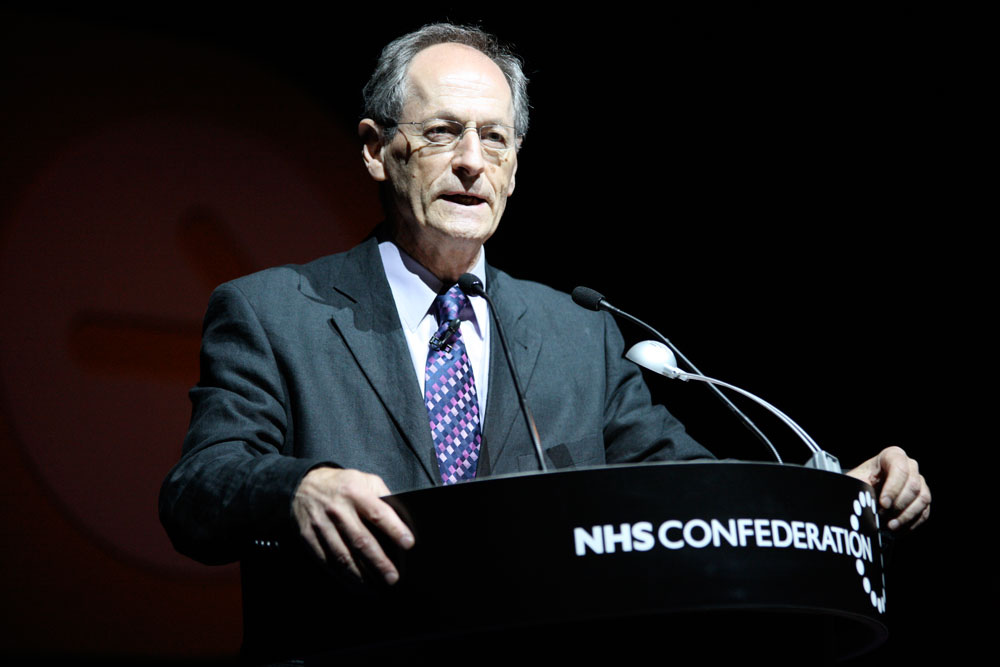
Michael Marmot, 2010

- Mitglied der Academia Europaea (1995)
- Knight Bachelor (2000)
- Balzan-Preis (2004)[1]
- Longevity Prize (2005)
- Harveian Oration (2006)
- William B. Graham Prize for Health Services Research (2008)
- Ehrenmitglied der British Academy (2008)
- Ehrendoktorwürde der Universidad Peruana Cayetano Heredia (2011)
- Ehrendoktorwürde der Universität Dublin (2011)[2]
- Ehrendoktorwürde der Northumbria University (2012)
- Prinz-Mahidol-Preis (2015)
- Mitglied des Order of the Companions of Honour (2022)
- Mitglied der American Philosophical Society (2023)

## Veröffentlichungen (Auswahl)
- Achieving health equity: from root causes to fair outcomes. Commission on Social Determinants of Health, Genf 2007.
- Social determinants of health inequalities. In: Lancet. Band 365, 2005, S. 1099–1104.
- Status Syndrome - how your social standing directly affects your health and life expectancy. Bloomsbury & Henry Holt New York, London 2004.
- Contribution of job control and other risk factors to social variations in coronary heart disease incidence. In: Lancet. Band 350, 1997, S. 235–239.
- mit G. Davey Smith, S. Stansfeld und anderen: Health inequalities among British Civil Servants: the Whitehall II study. In: Lancet. Band 337, 1991, S. 1387–1393.
- Inequalities in death - specific explanations of a general pattern? (mit Shipley M., Rose, G.) In: Lancet. 1984, S. 1003–1006.
- The changing social class distribution of heart disease. (mit Adelstein, A., Robinson, N., Rose, G.). In: BMJ. Band 2, 1978, S. 1109–1112.